# جوزيف ويلي
جوزيف ويلي (بالإنجليزية: John Wiley)‏ هو لاعب كرة قاعدة أمريكي، ولد في 1 مارس 1857 في فيلادلفيا في الولايات المتحدة، وتوفي في 8 يناير 1926.

## وصلات خارجية
- جوزيف ويلي على موقعبيزبول رفرنس.كوم (الدوري الرئيسي) (الإنجليزية)